# Чжаопін
24°06′ пн. ш. 110°48′ сх. д. / 24.1° пн. ш. 110.8° сх. д.
Чжаопін (кит. 昭平县, пін. Zhāopíng Xiàn) — один із повітів КНР у складі префектури Хечжоу, Гуансі-Чжуанський автономний район. Адміністративний центр — містечко Чжаопін.

## Географія
Чжаопін розташовується на висоті близько 50 метрів над рівнем моря на південному заході префектури, лежить на річці Гуйцзян.

### Клімат
Повіт знаходиться у зоні, котра характеризується вологим субтропічним кліматом. Найтепліший місяць — серпень із середньою температурою 27,8 °C. Найхолодніший місяць — січень, із середньою температурою 10,2 °С.
| Клімат повіту Чжаопін   | Клімат повіту Чжаопін | Клімат повіту Чжаопін | Клімат повіту Чжаопін | Клімат повіту Чжаопін | Клімат повіту Чжаопін | Клімат повіту Чжаопін | Клімат повіту Чжаопін | Клімат повіту Чжаопін | Клімат повіту Чжаопін | Клімат повіту Чжаопін | Клімат повіту Чжаопін | Клімат повіту Чжаопін | Клімат повіту Чжаопін |
| Показник                | Січ.                  | Лют.                  | Бер.                  | Квіт.                 | Трав.                 | Черв.                 | Лип.                  | Серп.                 | Вер.                  | Жовт.                 | Лист.                 | Груд.                 | Рік                   |
| Середній максимум, °C   | 14,6                  | 15,7                  | 18,8                  | 24,5                  | 28,9                  | 31,3                  | 33,1                  | 33,5                  | 31,6                  | 27,9                  | 22,9                  | 18,1                  | 25,1                  |
| Середня температура, °C | 10,2                  | 11,9                  | 15                    | 20,4                  | 24,2                  | 26,7                  | 27,8                  | 27,8                  | 25,9                  | 22                    | 16,9                  | 12,1                  | 20,1                  |
| Середній мінімум, °C    | 7,2                   | 9,3                   | 12,4                  | 17,6                  | 21,1                  | 23,8                  | 24,7                  | 24,4                  | 22,1                  | 18                    | 12,9                  | 8,2                   | 16,8                  |
| Норма опадів, мм        | 85.6                  | 99.3                  | 144.6                 | 208.8                 | 355.7                 | 362.3                 | 257.4                 | 205                   | 87.4                  | 75.4                  | 65.4                  | 45.7                  | 1992.6                |
| Вологість повітря, %    | 79                    | 82                    | 84                    | 85                    | 84                    | 85                    | 82                    | 82                    | 79                    | 76                    | 75                    | 74                    | 80.6                  |
| ----------------------- | --------------------- | --------------------- | --------------------- | --------------------- | --------------------- | --------------------- | --------------------- | --------------------- | --------------------- | --------------------- | --------------------- | --------------------- | --------------------- |
| Джерело: data.cma.cn    |                       |                       |                       |                       |                       |                       |                       |                       |                       |                       |                       |                       |                       |